# 法華禪寺
法華禪寺，佛光山法華禪寺（Fo Guang Shan France）。位於大巴黎地區塞納-馬恩省77區的布西圣乔治（Bussy Saint Georges）宗教區，是目前全歐洲最大的佛教寺院。大乘佛教寺院，以推廣「人間佛教」為宗旨。
臺灣佛光山寺在歐洲弘法道場包含:巴黎佛光山、英國倫敦，曼城、德國柏林，法蘭克福、西班牙馬德里，巴賽隆納、葡萄牙里斯本、荷蘭阿姆斯特丹、比利時安特衛普、瑞典斯德哥爾摩、奧地利維也納、瑞士琉森、日內瓦等地，以法華禪寺為歐洲之總部。

## 發展沿革
- 1991年四月，於梵得樂鎮（Verdelot）的一棟十四世紀「盧努瓦雷諾古堡」（Chateau Launoy Renault）作為「巴黎道場」。
- 1993年，道場遷至韋提市（Vitry Sur Seine），名「巴黎佛光山道場」。後又因當地都市更新計畫，道場只得再度遷移。（2011年獲准原地重建，2015年落成，重新對外開放，名為「巴黎佛光山」。故目前佛光山在大巴黎地區，有兩處弘法道場。）
- 2006年於布西圣乔治（Bussy Saint Goeroge）取得現址，六月奠基。2012年落成，名「佛光山法華禪寺」。

## 歷代佛光山歐洲總住持
- 慈莊法師
- 依照法師
- 妙祥法師
- 滿謙法師

## 外部連結
- （中文） 法華禪寺官方网站 （页面存档备份，存于）
- （中文） 巴黎佛光山官方网站 （页面存档备份，存于）
- （法文） 法華禪寺官方网站 （页面存档备份，存于）
- （法文） 巴黎佛光山官方网站 （页面存档备份，存于）